# Estoril Open 2006 - Qualificazioni doppio femminile
Le qualificazioni del doppio femminile dell'Estoril Open 2006 sono state un torneo di tennis preliminare per accedere alla fase finale della manifestazione. I vincitori dell'ultimo turno sono entrati di diritto nel tabellone principale. In caso di ritiro di uno o più giocatori aventi diritto a questi sono subentrati i lucky loser, ossia i giocatori che hanno perso nell'ultimo turno ma che avevano una classifica più alta rispetto agli altri partecipanti che avevano comunque perso nel turno finale.
Le qualificazioni del doppio del torneo Estoril Open 2006 prevedevano 4 coppie partecipanti di cui una è entrata nel tabellone principale.

## Teste di serie
1. Neha Uberoi /  Shikha Uberoi (Qualificate)

1. Anda Perianu /  Aleke Tsoubanos (ultimo turno)

## Tabellone

### Legenda
| - Q = Qualificato - WC = Wild card - LL = Lucky loser | - ALT = Alternate - SE = Special Exempt - PR = Protected Ranking | - w/o = Walkover - r = Ritirato - d = Squalificato |

|  | Primo turno | Primo turno                        | Primo turno                        | Primo turno                        | Primo turno |  |  | Ultimo turno | Ultimo turno                 | Ultimo turno                 | Ultimo turno | Ultimo turno |  |
|  |             |                                    |                                    |                                    |             |  |  |              |                              |                              |              |              |  |
|  | 1           | Neha Uberoi Shikha Uberoi          | Neha Uberoi Shikha Uberoi          | Neha Uberoi Shikha Uberoi          | 9           |  |  |              |                              |                              |              |              |  |
|  |             | Alla Kudrjavceva Jaroslava Švedova | Alla Kudrjavceva Jaroslava Švedova | Alla Kudrjavceva Jaroslava Švedova | 7           |  |  | 1            | Neha Uberoi Shikha Uberoi    | Neha Uberoi Shikha Uberoi    | 6            | 6            |  |
|  | 2           | Anda Perianu Aleke Tsoubanos       | Anda Perianu Aleke Tsoubanos       | Anda Perianu Aleke Tsoubanos       | 8           |  |  | 2            | Anda Perianu Aleke Tsoubanos | Anda Perianu Aleke Tsoubanos | 4            | 2            |  |
|  |             | Suzana Kuffner Catarina Ferreira   | Suzana Kuffner Catarina Ferreira   | Suzana Kuffner Catarina Ferreira   | 5           |  |  |              |                              |                              |              |              |  |